# Флаг острова Тенерифе
Флаг острова Тенерифе (исп. Bandera de Tenerife) представляет собой синее прямоугольное полотнище с белым косым (Андреевским) крестом.
Знак, который представляет собой флаг острова Тенерифе, был впервые принят в 1845 году в качестве флага морской провинции Канарских островов, чья столица находилась в Санта-Крус-де-Тенерифе. Королевский орден был получен 30 июля 1845 года. В то время Санта-Крус был единственной столицей Канарских островов. Флаг Тенерифе был окончательно принят в качестве флага острова по просьбе Правительства Канарских островов 9 мая 1989 года.
Внешне почти не отличим от флага Шотландии.